# Solaris (2002)
Solaris is een Amerikaanse film uit 2002 en werd geregisseerd door Steven Soderbergh. De film is losjes gebaseerd op het gelijknamige boek van Stanislaw Lem en tevens een nieuwe versie van de gelijknamige Sovjet-Russische film uit 1972 van Andrej Tarkovski (zie Solaris (1972)).

## Verhaal
Het verhaal speelt zich 100 jaar na nu af. Chris Kelvin (George Clooney) is depressief en voelt zich schuldig aan de dood van zijn vrouw Rheya (Natascha McElhone). Dan krijgt hij een oproep van zijn oude vriend Gibarian (Ulrich Tukur) om hem op te zoeken op het ruimtestation dat om de verre planeet Solaris draait. Hij wil niet direct zeggen wat het precieze probleem is, maar zegt wel dat Chris, vanwege diens ervaring en achtergrond, de beste persoon is om het op te lossen.
Bij aankomst op het ruimtestation komt Chris erachter dat Gibarian zelfmoord heeft gepleegd, net als een deel van de bemanning. Daarnaast zijn een aantal bemanningsleden verdwenen. De twee overgebleven bemanningsleden, Snow (Jeremy Davies) en Gordon (Viola Davis) durven, net als Gibarian, Chris het probleem niet uit te leggen.
In zijn slaap droomt Chris over zijn overleden vrouw Rheya (Natascha McElhone). Wanneer hij wakker wordt, blijkt dat Rheya levend en wel naast hem in bed ligt. In wanhoop stuurt Chris haar een ontsnappingscapsule van het ruimtestation in, die hij vervolgens lanceert. Chris biecht aan Snow op dat hij dit gedaan heeft, en begrijpt dat hem hetzelfde als de bemanning is overkomen: bezoeken van replica's van personen uit het verleden.
Er verschijnt opnieuw een replica van Rheya, dit keer laat Chris haar blijven. Chris, Rheya, Snow en Gordon discussiëren later over de situatie. Gordon jaagt Rheya angst aan door haar te vertellen wat Chris heeft gedaan toen de vorige replica verscheen. Rheya pleegt vervolgens zelfmoord, maar omdat Chris dit absoluut niet wilde wordt Rheya weer tot leven gewekt en naar haar vorige staat hersteld. Rheya is echter depressief geraakt doordat ze te weten is gekomen dat ze slechts uit herinneringen bestaat, en dat al haar emoties en herinneringen dus ook kunstmatig zijn. Gordon heeft een apparaat waarmee ze een replica permanent kan vernietigen, maar Chris wil dat ze dit niet op Rheya gebruikt. Hij begint middelen te nemen om wakker te blijven, zodat hij in de gaten kan houden of Rheya in orde is. Wanneer Chris uiteindelijk toch in slaap valt, vraagt Rheya aan Gordon om haar te vernietigen. Chris wordt hierom boos op Gordon, maar Gordon verdedigt zich door te zeggen dat ze hetzelfde heeft gedaan voor alle replica's die haar dat gevraagd hebben, en dat ze ze daar alleen maar mee helpt.
Vervolgens vinden Chris en Gordon het lijk van Snow, en komen erachter dat zij al een tijd lang met een replica van Snow omgaan. De replica geeft dit toe en vertelt dat dit is gebeurd. doordat hij, na opgebouwd te zijn als een verbeelding die Snow van zichzelf had, direct aangevallen werd door de 'echte' Snow, en dat hij deze uit zelfverdediging heeft vermoord. Verder vertelt de replica dat iedere keer dat het apparaat om een replica te vernietigen is gebruikt, er brandstof van het ruimtestation werd verbruikt, waardoor een terugkeer naar de aarde met het gehele station onmogelijk is geworden. Ook heeft de planeet het station dichter naar zich toe getrokken. Chris en Gordon beginnen een kleiner schip, de Athena, klaar te maken voor de terugkeer naar de aarde.
Terug op aarde blijft Chris nadenken over zijn ervaringen op het ruimtestation. Hij concludeert dat de reden dat de replica van Rheya wilde sterven was dat Chris zich haar als suïcidaal herinnerde. Op een dag snijdt Chris zichzelf in zijn vinger terwijl hij eten aan het klaarmaken is. De wond heelt echter direct, waardoor Chris zich realiseert dat hij niet terug op aarde is, maar nog steeds op het ruimtestation. Hij herinnert zich dat Gordon met de Athena is teruggekeerd naar de aarde, maar dat hij zelf had besloten om op het station te blijven. Uiteindelijk stort het ruimtestation neer op Solaris. Chris en Rheya zijn hierna weer samen, en Rheya vertelt Chris dat leven en dood voor hen niet meer belangrijk zijn, omdat ze nu voorgoed samen kunnen leven.
Het verhaal is gelijk aan dat van de film Solaris uit 1972, met een paar verschillen:
| Solaris 2002 | Solaris 1972                                                              |
| --- | ------------------------------------------------------------------------- |
| De vrouw van Chris heet Rheya. | De vrouw van Chris heet Hari.                                             |
| Chris en Rheya komen terug samen op het einde                                                                                        | Chris eindigt alleen                                                      |
| Er zijn drie ‘werelden’ aan te wijzen in de film: de echte wereld, de droomwereld en de Aarde (in flashbacks).                       | Twee ‘werelden’: de echte wereld en de droomwereld.                       |
| Chris blijft aan boord van het ruimtestation. Aan het einde van de film wordt hij opgenomen door de planeet nadat het station crasht | De planeet is uitgebreid onderzocht en ook Chris zelf bezoekt de planeet. |
| De auteur Stanislaw Lem is nooit betrokken geweest bij de film.                                                                      | Lem was een van de scenarioschrijvers.                                    |
| 99 minuten | 161 minuten                                                               |

## Rolverdeling
| Acteur            | Personage       |
| ----------------- | --------------- |
| George Clooney    | Chris Kelvin    |
| Natascha McElhone | Rheya           |
| Viola Davis       | Gordon          |
| Jeremy Davies     | Snow            |
| Ulrich Tukur      | Gibarian        |
| John Cho          | DBA Emissary #1 |
| Morgan Rusler     | DBA Emissary #2 |
| Shane Skelton     | Gibarians zoon  |
| Donna Kimball     | Mrs. Gibarian   |
| Michael Ensign    | Vriend #1       |
| Elpidia Carrillo  | Vriend #2       |
| Kent Faulcon      | Patiënt #1      |
| Lauren Cohn       | Patiënt #2      |
| Annie Morgan      | Verpleegster    |
| Jude S. Walko     | Dakloze         |

## Trivia
- In de film worden regelmatig fragmenten aangehaald van het gedicht “And Death Shall Have No Dominion” geschreven door Dylan Thomas.